# Ngwaketse West
Ngwaketse West est un sous-district du Botswana.

## Villes
- Itholoke
- Kanaku
- Keng
- Khakhea
- Khonkhwa
- Kokong
- Kutuku
- Mabutsane
- Mahotshwane
- Morwamosu
- Sekoma